# Green Lantern : La Révolte des Manhunters
Green Lantern : La Révolte des Manhunters (Green Lantern: Rise of the Manhunters) est un jeu vidéo d'action développé par Double Helix Games et édité par Warner Bros. Interactive Entertainment, sorti en 2011 sur Wii, PlayStation 3, Xbox 360, Nintendo DS, Nintendo 3DS et iOS.
Il est basé sur le film Green Lantern.

## Distribution
- Green Lantern / Hal Jordan (VO : Ryan Reynolds ; VF : Damien Boisseau)
- Sinestro (VO : Marton Csokas ; VF : Bernard Bollet)
- Kilowog (VO : Kevin Michael Richardson ; VF : Sylvain Lemarié)
- Amon Sur (VO : Steven Jay Blum, VF : Gabriel Le Doze)
- Reine Aga'po (VO : Olivia d'Abo, VF : Gaëlle Savary)
- Maître-Gardien des Green Lantern (VF : Frédéric Cerdal)
- voix off, voix de l'ordinateur, voix féminines (VF : Marie Chevalot)

## Accueil
- IGN : 6/10 (PS3, X360)[1] - 5,5/10 (DS)[2]